# Кочергіно (Нижньогородська область)
Кочергіно (рос. Кочергино) — присілок в Балахнинському районі Нижньогородської області Російської Федерації.
Населення становить 76 осіб. Входить до складу муніципального утворення Кочергинська сільрада.

## Історія
Від 2009 року входить до складу муніципального утворення Кочергинська сільрада.

## Населення
| 2002 | 2010 |
| ---- | ---- |
| 69   | ↗76  |